# 220er
Portal Geschichte | Portal Biografien | Aktuelle Ereignisse | Jahreskalender | Tagesartikel

◄ |
2. Jh. |
3. Jahrhundert
| 4. Jh. | ►

◄ |
190er |
200er |
210er |
220er
| 230er | 240er | 250er | ►

220 |
221 |
222 |
223 |
224 |
225 |
226 |
227 |
228 |
229

## Ereignisse
- 220: Der römische Jungkaiser Varius Avitus erhebt den orientalischen Sonnengott Elagabal zum obersten Gott des Reiches.
- 220: Cao Pi zwingt den letzten Han-Kaiser Han Xiandi zur Abdankung und begründet die Wei-Dynastie. Dies bedeutet das Ende der Han-Dynastie und den Beginn der Zeit der Drei Reiche in China.
- 222: In der Schlacht von Xiaoting muss Liu Bei eine vernichtende Niederlage gegen die Wu-Armee unter Lu Xun hinnehmen.
- 224: Der parthische König Artabanos IV. verliert in einer Schlacht gegen den Sassaniden Ardaschir I. Die Herrschaft der Sassaniden über Persien beginnt.